# فلیکس ان‌مکا
فلیکس ان‌مکا (انگلیسی: Felix Nmecha؛ زادهٔ ۱۰ اکتبر ۲۰۰۰) بازیکن فوتبال اهل انگلستان است.
از باشگاه‌هایی که در آن بازی کرده‌است می‌توان به باشگاه فوتبال منچستر سیتی اشاره کرد.
وی همچنین در تیم ملی فوتبال جوانان آلمان  بازی کرده‌است.